# Dev-Em
Dev-Em es un personaje ficticio que aparece en DC Comics. Apareció por primera vez en Adventure Comics # 287 (junio de 1961), creado por Jerry Siegel y George Papp. Varias versiones del personaje de Dev-Em han aparecido a lo largo de los años en los cómics relacionados con Legión de Super-Héroes.
El Dev-Em original era un delincuente juvenil kryptoniano que atacó a Superboy; Después de ser frustrado por Superboy, Dev-Em viajó al siglo 30, donde se convirtió en un aliado ocasional de la Legión. Una vez que DC Comics reescribió su historia con Crisis on Infinite Earths, Dev-Em se transformó en un Daxamite en lugar de un Kryptoniano. Después de la Crisis Infinita, una vez más se convirtió en kryptoniano; un criminal sentenciado a la Zona Fantasma.

## Biografía

### Pre-Crisis
En la continuidad pre-Crisis, Dev-Em era un delincuente juvenil kryptoniano que fue puesto en animación suspendida, orbitando en una cápsula espacial. Cuando el planeta Kryptón explotó, la nave de Dev-Em fue lanzada al espacio y aterrizó en el futuro en la Tierra. Dev-Em encarceló a Superboy en la Zona Fantasma y asumió su identidad en un esfuerzo por destruir la reputación del Joven de Acero. Eventualmente, liberó a Superboy y abandonó el siglo XX viajando a través del tiempo hasta establecerse en la Tierra del siglo XXX. 
Luego, el entonces llamado "Villano de Kryptón" se reformó y se unió a la Corporación Interestelar de Contra-Inteligencia del siglo XXX. Se le ofreció renuentemente ser miembro de la Legión de Super Héroes pero lo declinó. A pesar de su naturaleza casualmente abrasiva Dev-Em ayudó a la Legión en varias ocasiones, siendo la más destacada durante la Saga de la Gran Oscuridad contra Darkseid.

### Post-Crisis, Pre-Hora Cero
En la serie limitada Quién es quién en la Legión de Super Héroes, su trasfondo post-Crisis fue cambiado. Puesto que luego del retcon de Superman ya no existían otros kryptonianos, su entrada enciclopédica en esta serie indicaba que era ahora un residente de Titán, mundo hogar de Saturn Girl, quien usó sus poderes mentales herditarios para darse superpoderes similares a los kryptonianos. Este aspecto de su trasfondo nunca apareció impreso fuera de este registro en Quién es quién. 
Dev-Em apareció durante la historia "De Tiempo en Tiempo" en los cómics Superman cuando el Hombre de Acero estaba saltando entre el siglo XXX (hogar de la Legión) y el siglo XX. Superman encontró a Dev-Em, ahora presentado como un daxamita demente que, como adulto, destruyó la Luna con catastróficas consecuencias para los habitantes de la Tierra.
Dev-Em no apareció de nuevo en la continuidad pre-Hora Cero. 

### Post-Crisis Infinita
Posteriormente a la Crisis Infinita en que Kon-El murió, un hombre con el nombre de Devem aparece como parte de adoradores de un culto kryptoniano en la serie 52. Más tarde se revela que en realidad es un "refugiado del pabellón psiquiátrico llamado Derek Mathers con un historial de fraudes".
En Action Comics, Geoff Johns, Richard Donner y Adam Kubert presentan una nueva versión de Dev-Em. Este Dev-Em es un kryptoniano renegado que está prisionero por asesinato y perversión. Como ocurre con la mayoría de los prisioneros kryptonianos, está condenado a la Zona Fantasma. Ataca a Superman allí, pero finalmente es derribado por Mon-El.

## Poderes y habilidades
Tanto en sus iteraciones Daxamite como Kryptonian, Dev-Em posee las mismas habilidades sobrehumanas de ambas razas mientras está bajo la luz empoderadora de un sol amarillo como el del sistema solar de la Tierra. Sus habilidades básicas son fuerza sobrehumana, velocidad sobrehumana y resistencia sobrehumana suficiente para doblar acero en sus propias manos, dominar una locomotora, saltar sobre un edificio alto de un solo salto y dejar atrás una bala a toda velocidad; aumento de los sentidos del oído y la vista, incluida la visión de rayos X, así como la visión telescópica y microscópica; invulnerabilidad virtual; curación acelerada; longevidad; poderoso aliento helado; visión de calor; y vuelo.
En su iteración Kryptoniana Post-Crisis Infinita, Dev-Em nunca se le permite experimentar la medida completa de sus habilidades, ya que nunca se le permite la exposición completa y la absorción de la radiación solar amarilla del sol de la Tierra antes de que finalmente sea derrotado y desterrado de regreso a la Zona Fantasma. Al igual que otros fugitivos de la Zona Fantasma, las habilidades de Dev-Em son insuficientes en comparación con las de Superman debido a su tiempo relativamente corto en el Sol en comparación con Superman. Su única ventaja es su destreza superior en el combate cuerpo a cuerpo como miembro del ejército de Krypton, así como su mentalidad despiadada y su coraje en la batalla.
En su iteración de Daxamite, comparte la vulnerabilidad genética de la raza al envenenamiento terminal por plomo. En sus iteraciones kryptonianas, es vulnerable a la kryptonita. En ambas iteraciones, es vulnerable a la radiación de un sol rojo que cancela la radiación solar amarilla que florece en sus células y posteriormente neutraliza sus habilidades. Su invulnerabilidad virtual no ofrece protección contra el control mental o la magia ni puede resistir la fuerza de varias bombas atómicas sin causarle suficiente daño; también es vulnerable a oponentes de fuerza superior como Doomsday ni puede superar a los velocistas como Flash.

## Otras versiones
En el cómic precuela de El hombre de acero (que se desarrolla hace miles de años), Dev-Em I es retratado como un kryptoniano en entrenamiento que comienza a matar a sus competidores, pero es atrapado y juzgado por hacerlo. A pesar de esto, pudo escapar del enjuiciamiento en Krypton y logró abrirse camino en una nave exploradora durante una expedición kryptoniana a la Tierra. Dev-Em mató a toda la tripulación de la nave, a excepción de Kara Zor-El. Muere en una lucha con Kara, cuando la nave se estrella en la Tierra. Se ve a Kara dejando los restos, que más tarde se conocería como la "Fortaleza de la Soledad".

## En otros medios

### Televisión
Dev-Em aparece en la serie de televisión Krypton,interpretado por Aaron Pierre. En esta continuidad, Em es un nuevo soldado kryptoniano de los Sagitari (el ejército de Kandor) destinado a casarse con su superior, Lyta-Zod. En la primera temporada, aparece al servicio de Voice of Rao (controlado por Brainiac). Más tarde se une a la resistencia, pero es lavado el cerebro por Brainiac, solo para luego liberarse de él y ayudar en la batalla por Kandor. En la segunda temporada, luego de su deserción de Sagitari, regresa con Jayna-Zod en la lucha contra el régimen del General Zod. Dev y Jayna luego presencian la muerte de Lyta-Zod por Jax-Ur, pero luego se revela que es un clon creado por el General Zod y la encuentran en el Gremio Militar que estaba cautiva e inducida con Black Mercy. Después de que Seg y Lyta llegan a Kandor para enfrentar a Zod, Dev participa en la batalla en el puesto de avanzada de Outlands contra Sagitari. Después de derrotar a Zod y la retirada de Sagitari, Dev y Jayna descubren más tarde un meteorito congelado que contiene a Doomsday, quien sobrevivió a la destrucción de la luna Wegthor.

### Película
Dev-Em II aparece en la película El hombre de acero (2013), interpretado por Revard Dufresne. Aparece como uno de los seguidores del General Zod y pertenece a la misma Casa de Em. Después de que él y los seguidores de Zod se rebelaron contra el alto consejo kryptoniano, son derrotados y condenados a pasar trescientos años en la Zona Fantasma. Días después de la condena, el planeta Krypton es destruido lo que ocasiona que los sentenciados logren salir de su prisión. Dev-Em acompaña a su general a la Tierra donde intentan conquistarla para convertirla en un nuevo Krypton, sin embargo su plan es frustrado por el trabajo en equipo de Superman y la milicia estadounidense, siendo enviados a la Zona Fantasma.